# 미야다촌 (구마모토현)
미야다촌(일본어: 宮田村)은 일본 구마모토현 아마쿠사군에 설치되었던 촌이다. 현재의 아마쿠사시에 해당한다.

## 역사
- 1889년 4월 1일 - 정촌제 시행에 수반해 미야다촌이 단독으로 지자체를 형성하였다.
- 1955년 7월 1일 - 다나소코촌, 우라촌과 합병해 구라타케촌이 성립하였다.

## 참고 문헌
- 角川日本地名大辞典編纂委員会, 『角川日本地名大辞典 43 熊本県』1987, 角川書店
- 「倉岳町誌」2006年